# 進め、たまに逃げても
「進め、たまに逃げても」（すすめ、たまににげても）は、日本の音楽ユニット、チャラン・ポ・ランタンの楽曲。2016年10月26日に配信限定シングルとして発売されたのち、2018年11月21日に7inchシングルとして発売された。

## 概要
前作『ソトデナイ』以来5ヶ月ぶりのリリース。
本作は、2016年9月21日にTBS系ドラマ『逃げるは恥だが役に立つ』のオープニングテーマに採用されることが発表された。ドラマタイアップが付いたシングル曲は、松井玲奈とチャラン・ポ・ランタン名義でリリースされた「シャボン」以来6ヶ月ぶりで、単独名義では「この先のシナリオはあなた次第」以来1年5ヶ月ぶりとなる。
2016年10月26日にiTunes Storeをはじめとした音楽配信サイトでの配信がスタート。
翌2017年1月に発売されたアルバム『トリトメナシ』で、初CD化およびアルバム初収録となった。
2018年11月21日に本作の7インチシングル盤が、インディーズ時代の曲を集めたベストアルバム『過去レクション』と同時発売された。B面にはフリッパーズ・ギターのカバー曲「恋とマシンガン」が収録された。

## 収録曲
1. 進め、たまに逃げても（3:22）
（作詞：もも / 作曲：チャラン・ポ・ランタン）
TBS系ドラマ『逃げるは恥だが役に立つ』オープニングテーマ。同ドラマの原作の漫画作品を読んだ上で書き下ろされた楽曲[1]で、同ドラマの主人公である森山みくりに思いを歌った応援ソングとなっている。
楽曲についてメンバーは「進むことは大事だけど、たまに逃げたっていいじゃないか。この曲を作って改めて過去・現在・未来すべての自分を愛してあげたいと思えた。」とコメントしている[2]。
ミュージック・ビデオもドラマの内容に合わせたストーリー仕立てになっており、ドラマにも出演している成田凌がももの恋人役として出演している[5]。
2. 恋とマシンガン（3:50）
（作詞・作曲：DOUBLE KNOCKOUT CORPORATION）
7インチアナログ盤のB面に収録。フリッパーズ・ギターのカバー曲で、カバー・アルバム『借りもの協奏』からのリカット。

## 収録アルバム
進め、たまに逃げても
- トリトメナシ
- いい過去どり

恋とマシンガン
- 借りもの協奏